# Stadion

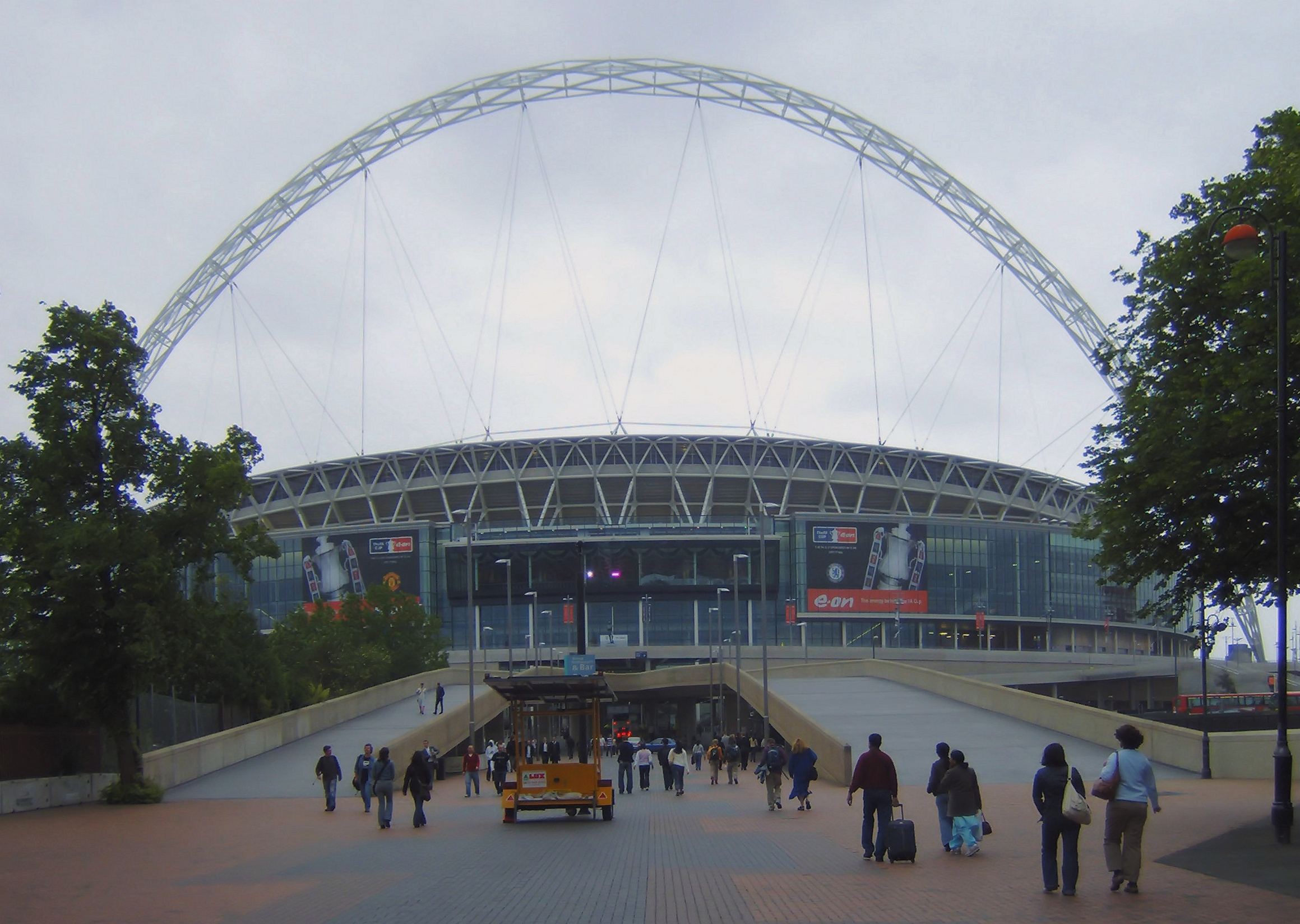
Fotbalový Wembley Stadium

Stadion je označení pro větší sportoviště obvykle se stupňovitým hledištěm zajišťujícím pohled pro větší počet diváků. 
Sportoviště bývá vybavené dalším technickým a organizačním zázemím, jak pro samotné sportovce, sportovní organizátory, sportovní novináře a zpravodaje, tak pro diváky. Hlediště stadionu bývá stupňovité tak, aby všichni diváci dobře viděli a slyšeli. Stadion určený pro kolektivní hry, atletiku, plavecké sporty, dráhovou cyklistiku atd. může, ale nemusí být krytý, velké moderní stadiony mívají střechu prakticky vždy, ty nejmodernější z nich pak mívají konstrukce se střechou částečně či úplně zatahovací a vytahovací. Moderní stadiony bývají také velmi často řešeny jako víceúčelová multifunkční zařízení, která mohou sloužit pro mnoho různých kulturních a společenských akcí mimosportovní povahy – např. pražská O2 arena.
Jeden či více stadionů vedle sebe pak tvoří sportovní areál nebo sportovní komplex.

## Antický stadion
Řecké slovo stadion, latinsky stadium, označovalo v antice běh na šest set stop a též jednotku délky. Velikost stopy se lišila, proto např. stadion v Olympii činilo asi 192 metrů, v římské době to bylo asi 180 metrů. Jméno se pak přeneslo i na závodiště v délce 600 stop. Řecké (i latinské) slovo je středního rodu, znamená řecky „stanovené, postavené“ a je s těmito českými slovy přes společný indoevropský základ etymologicky příbuzné. Odvozuje se od stanovené délky běhu nebo od stojících diváků.
Kromě atletického stadionu budovali Řekové hipodromy pro závody koňských spřežení, v době Říma se užívaly cirky a amfiteátry, které sloužily spíše zábavě než sportovní soutěži.

## Rozdělení stadionů
Stadiony se dělí podle jednotlivých sportovních odvětví, velikosti a primárního účelu, např.:
- atletický stadion
- biatlonový stadion (obvykle společně s lyžařským stadionem)
- cyklistický stadion neboli velodrom
- fotbalový stadion
- hokejbalová hala
- házenkářský stadion
- olympijský stadion (což je obvykle všesportový stadion)
- plavecký stadion
- sportovní hala
- tenisový stadion
- veslařský stadion
- zimní stadion (hokejový stadion, bruslařský stadion)